# Braç (anatomia)

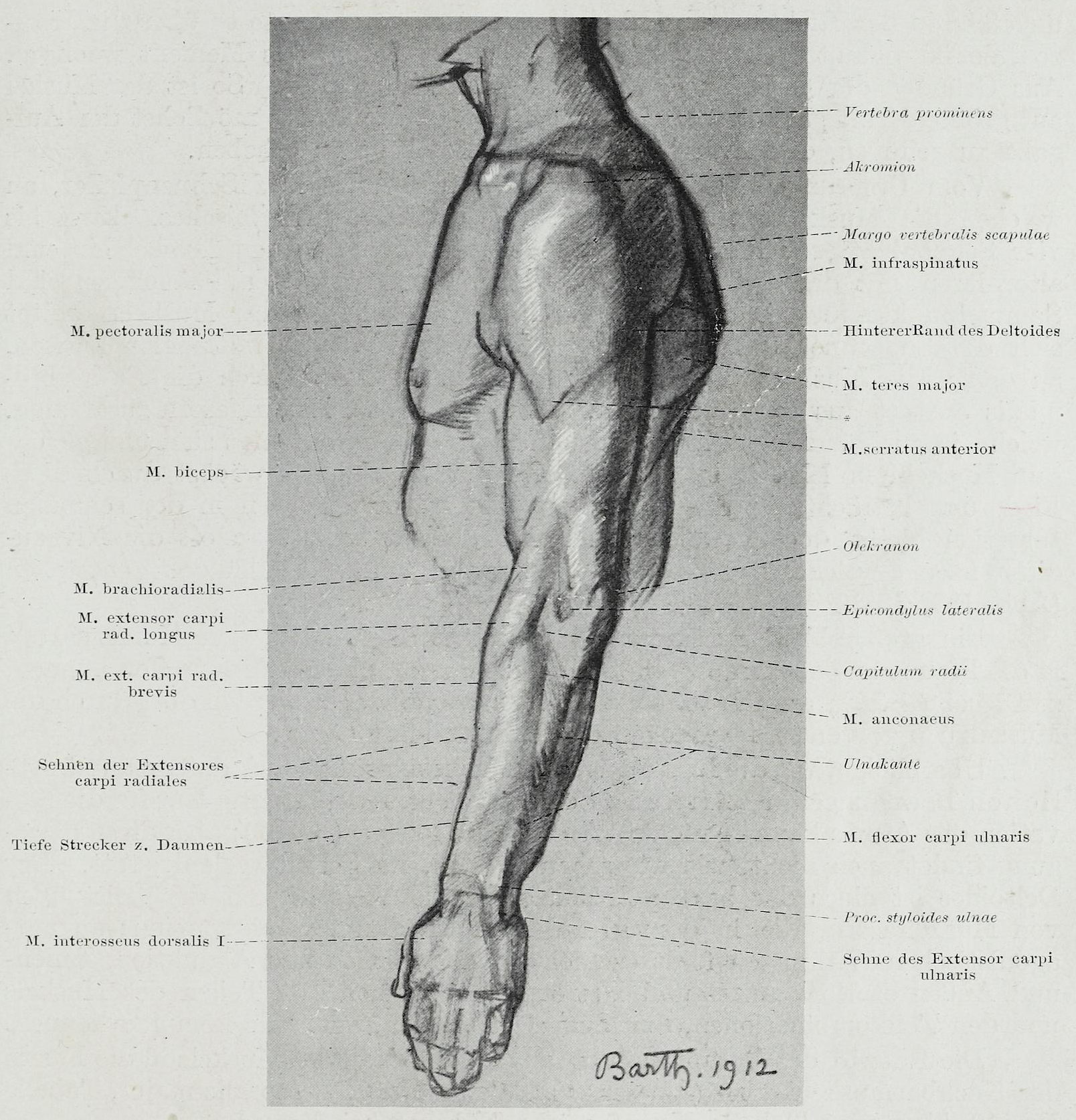
Il·lustració anatòmica del llibre Anatomie des Menschen, de l'any 1921, amb terminologia llatina.

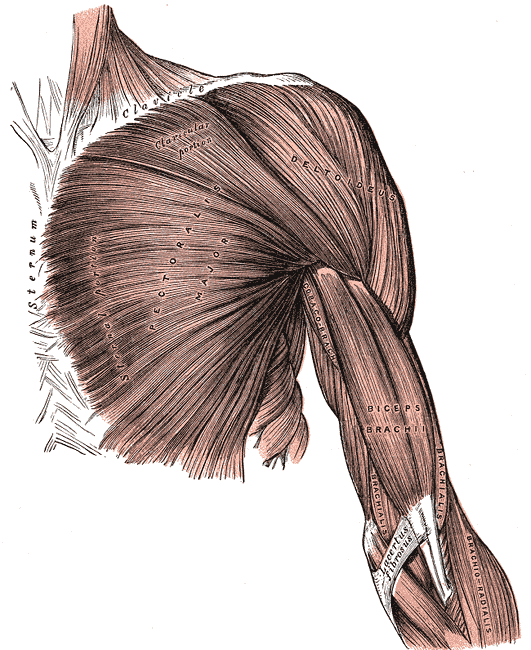
Músculs cara anterior.

En anatomia humana, el braç és el segon segment del membre superior, entre la cintura escapular -que el fixa al tronc- i l'avantbraç. S'articula amb la primera a l'espatlla, i amb el segon al colze.
Braç també és l'estructura anàloga d'un quadrúpede, en aquest cas l'ànega davantera.
L'os del braç és l'húmer, que s'articula amb l'escàpula per la seva epífisi superior, i amb el cúbit i radi amb la seva epífisi inferior.
- Músculs Cara Anterior
  - Pectoral major.
  - Pectoral menor.
  - Subclavi.
  - Serrat anterior.
- Músculs dorsals. Connecten el braç amb la columna vertebral.
  - Trapezi (superficial).
  - Dorsal ample (superficial).
  - Elevador de l'escàpula (profund).
  - Romboides major (profund).
  - Romboides menor (profund).
- Músculs de l'espatlla. S'originen a la clavícula i acaben a l'húmer.
  - Supraespinós.
  - Infraespinós.
  - Rodó menor.
  - Rodó major.
  - Subescapular.
  - Deltoide.
- Músculs del braç.
- Grup anterior (flexors del colze): 
  - Bíceps braquial. Té dues porcions: llarga i curta. És el múscul flexor de l'avantbraç.
  - Braquial anterior.
  - Coracobraquial.
- Grup posterior (tensor): 
  - Tríceps braquial. Té tres porcions: llarga, externa o vast extern i interna o vast intern. És el múscul extensor de l'avantbraç.